# All About Jazz
All About Jazz é um site estadunidense criado por Michael Ricci em 1995. Uma equipe de voluntários publica notícias, resenhas de álbuns, artigos, vídeos e listas de concertos musicais e outros eventos relacionados ao jazz. A Associação de Jornalistas de Jazz elegeu-o a melhor página desse segmento por treze anos consecutivos, entre 2003 e 2015, quando a categoria foi aposentada. Em 2015, Ricci disse que o site recebeu um pico de 1,3 milhão de leitores por mês em 2007.